# Albaida
Albaida – gmina w Hiszpanii, w prowincji Walencja, we wspólnocie autonomicznej Walencja, o powierzchni 35,41 km². W 2011 roku liczyła 6162 mieszkańców.